# Леопольд де Меєр
Леопольд де Меєр, фон Меєр (нім. Leopold von Meyer; 20 грудня 1816 — 6 березня 1883) — австрійський піаніст, учень Карла Черні та Йозефа Фішгофа. Починаючи з 1835 р. широко гастролював по Європі, особливо в її східній частині, у тому числі й в Росії, а в 1845-1847 рр.. здійснив вельми успішне американське турне — перший візит значного піаніста-віртуоза в Новий Світ.